# Sanguessuga
Uma sanguessuga é um anelídeo da classe ou infraclasse Hirudinea (antigamente chamados Aquetas, ou seja, sem cerdas, contrariamente às outras classes ou infraclasses do seu filo) que se alimenta  geralmente do sangue de outros animais (hematófago), embora muitas sanguessugas sejam predadoras carnívoras e não hematófagas. São animais hermafroditas, não possuem cerdas e possuem ventosas para sua fixação. A palavra Hirudinea vem do latim hirudo «sanguessuga». As sanguessugas produzem uma substância anticoagulante denominada hirudina. Existem mais de 500 espécies.

## Morfologia e Reprodução
O corpo da sanguessuga é achatado e afunilado na extremidade anterior, formando a cabeça, e ainda possui a ventosa anterior que circunda a boca. A ventosa posterior está localizada ventralmente, e é maior que a anterior. Possui 34 segmentos (anéis) no seu corpo. O clitelo por onde é secretado o muco (uma estrutura) não é visível, exceto na época da reprodução. O seu comprimento vai de 6 a 10 cm; a maior sanguessuga do mundo é a Haementeria ghilianii amazônica que mede 30 cm. As cores mais comuns são o negro, o marrom, o verde-oliva e o vermelho. As trocas gasosas são feitas pela superfície geral do corpo; Um tipo de hemoglobina pode ser encontrado no fluido celômico de algumas espécies. E a excreção acontece por Metanefrídios aprofundados no tecido conjuntivo.
Não se reproduzem assexuadamente nem são capazes de regenerar partes perdidas. São hermafroditas protrândricas (testículos maturam antes dos óvulos). O casulo recebe os ovos ao passar pelo gonóporo feminino. A fertilização é interna. A transferência de esperma ocorre entre os gonóporos pelo pênis. Em alguns, sem pênis, ocorre impregnação hipodérmica.

## Alimentação
Todas as sanguessugas são carnívoras ou hematófagas, alimentando-se do sangue das suas vítimas e podendo ingerir uma quantidade de sangue 500 vezes superior ao seu próprio volume. Ao aderir ao corpo do ser vivo de que se alimenta, secreta um anticoagulante que leva o sangue a circular sem estancar. As sanguessugas têm faringe protraível ou não protraível sugadora, com ou sem mandíbulas. A sanguessuga não é apenas hematófaga, muitas espécies podem ser predadoras alimentando-se de vermes, caramujos e larvas de insetos, além de matéria orgânica.

## Distribuição e habitat
Podem ser encontradas em todo o mundo, geralmente na água doce. Existem também algumas espécies marinhas e outras que vivem na lama. Nas zonas tropicais existem espécies arbóreas que caem sobre as vítimas. Preferem lagos, lagoas, rios calmos de água quente.

## Uso medicinal
O registro mais antigo do uso de sanguessugas para propósitos medicinais aparece em uma pintura encontrada em uma tumba egípcia, de cerca de 1500 anos antes de Cristo. Até ao século XIX, as sanguessugas eram utilizadas na medicina tradicional chinesa, na  medicina oriental e mesmo na medicina ocidental (nas sangrias). Hoje em dia ainda há necessidade de utilizar anticoagulantes na medicina convencional, ainda que sejam artificiais. Recentemente, as sanguessugas voltaram a ser utilizadas em medicina em casos de grandes dificuldades circulatórias em membros, visto que a sua ação sugadora força o sangue a circular, ajudando a manter vivas as células.
Porém, são usadas somente na medicina alternativa, já que essas técnicas exóticas não são aceites na medicina tradicional. A eficácia destes tratamentos e outras propriedades das sanguessugas na medicina ainda são bastante pesquisadas, mas, por enquanto, não são utilizadas na medicina tradicional.